# Аккемер (Уїльський район)
Аккеме́р (каз. Ақкемер) — село у складі Уїльського району Актюбінської області Казахстану. Входить до складу Саралжинського сільського округу.
Населення — 369 осіб (2021; 517 у 2009, 628 у 1999, 574 у 1989).